# Historiska Soloäventyr
Historiska Soloäventyr  är en samling  soloäventyrsböcker skapade av Simon Farrel, Jon Sutherland och ursprungligen illustrerade av Brian Williams.
Historiska Soloäventyr utspelar sig under olika epoker i världshistorien. Spelarna dras in i de politiska händelserna och hamnar i halsbrytande äventyr.
Äventyrsspel var förlaget som gav ut böckerna. Real Life Gamebooks var förlaget som gav ut böckerna på originalspråket engelska.
- Madame Guillotine: The French Revolution (handlar om Franska revolutionen)
- The Last Invasion: 1066 (handlar om Slaget vid Hastings)

- Sword and Flame: The English Civil War (handlar om Engelska inbördeskriget)
- Through the Wire: The Great Escape (handlar om andra världskriget)
- Thunder in the Glens: The Jacobite Rebellion (handlar om Jakobitupproren i Skottland)
- Redcoats and Minutemen: The American War of Independence (handlar om Amerikanska frihetskriget)
- Blazing Beacons: The Spanish Armada (handlar om  Engelsk-spanska kriget (1585–1604))
- The Fear Factor: Terrorism in the City (handlar om terrorism i 1970-talets England)